# Émbolo
En medicina, un émbolo es una masa sólida, líquida o gaseosa que se libera dentro de los vasos y es transportada por la sangre a un lugar del organismo distinto del punto de origen, pudiendo provocar una embolia (oclusión o bloqueo parcial o total de un vaso sanguíneo por un émbolo). El término fue usado por primera vez en 1848 por el médico alemán Rudolf Virchow (1821-1902).
Se contrasta con un trombo, el cual es la formación de un coágulo dentro del vaso sanguíneo, en vez de ser transportado a un lugar distante, como es el caso de un émbolo. La mayoría de los émbolos son trombos o fragmentos de los mismos, por lo que se habla de tromboembolismo.

## Definición
Hay diferentes tipos de émbolos, definidos de acuerdo al material embólico:
- Tromboembolismo o tromboembolia: embolismo de un trombo o coágulo sanguíneo.
- Embolismo graso: embolismo de gotas de grasa.
- Embolismo aéreo o embolismo gaseoso: embolismo de burbujas de aire.
- Embolismo séptico: embolismo de pus que puede contener bacterias.
- Embolismo tisular: embolismo de pequeños fragmentos de tejido.
- Embolismo de cuerpo extraño: embolismo de materiales extraños incluyendo pequeños objetos.
- Embolismo de líquido amniótico: embolismo de células fetales, cabello, etc., que entran al torrente materno.
- Embolia paradójica

## Clasificación
Se distinguen cuatro tipos de émbolos, dependiendo del estado físico de la partícula a la deriva:
- sólido
- líquido
- gaseoso
- frío

Estos cuerpos extraños pueden presentarse en distintos tamaños y formas. Las variaciones en tamaño implican la posible obstrucción de casi toda la gama de vasos existentes en el cuerpo: arterias (caso más común), arteriolas, capilares, vénulas y venas.
Los émbolos sólidos son los más frecuentes y generalmente se producen durante la disolución de un trombo, resultando un émbolo trombótico. Pueden alcanzar tamaños considerables, llegando a ser mortales en caso de oclusión a la arteria pulmonar, por ejemplo.
Los émbolos líquidos se puede producir por embolia grasa, causada por fractura, en que ocurre infiltración de restos de tejido adiposo en los vasos, o por embolia de líquido amniótico, observada en partos complicados donde un desgarro en el miometrio permite la entrada del líquido, rico en células muertas, grasa, lanugo, trofoblastos, etc., a las venas de la madre.
Los émbolos gaseosos se producen por una descompresión abrupta, que genera burbujas dentro de la sangre. Este tipo de embolia es común en buzos, cuando ascienden rápidamente desde profundidades considerables del mar hasta la superficie. También puede ocurrir durante cirugías en tórax o cuello, o por heridas profundas en tórax.
Los émbolos fríos se producen por una bajada de frío instantánea . Este tipo de embolia es común en lugares fríos, cuando están en lugares calientes y salen a lugares fríos. Los lugares que suelen afectar son las manos, la cara y el cuerpo.
Basado en la ruta que toma el émbolo, puede haber tres tipos:
- anterógrada
- retrógrada
- paradójica

En un émbolo anterógrado, se dice que el movimiento del émbolo viaja en dirección del flujo sanguíneo. En el embolismo retrógrado, un caso poco frecuente, el peso del émbolo es tal que se opone a la dirección del flujo sanguíneo, usualmente de importancia solo en venas con una velocidad sanguínea baja.
En el embolismo paradójico, también llamado embolismo cruzado, el émbolo de una vena cruza al sistema arterial, usualmente se produce en defectos del corazón donde existe un shunt sanguíneo o en fístulas arteriovenosas.

## Patología

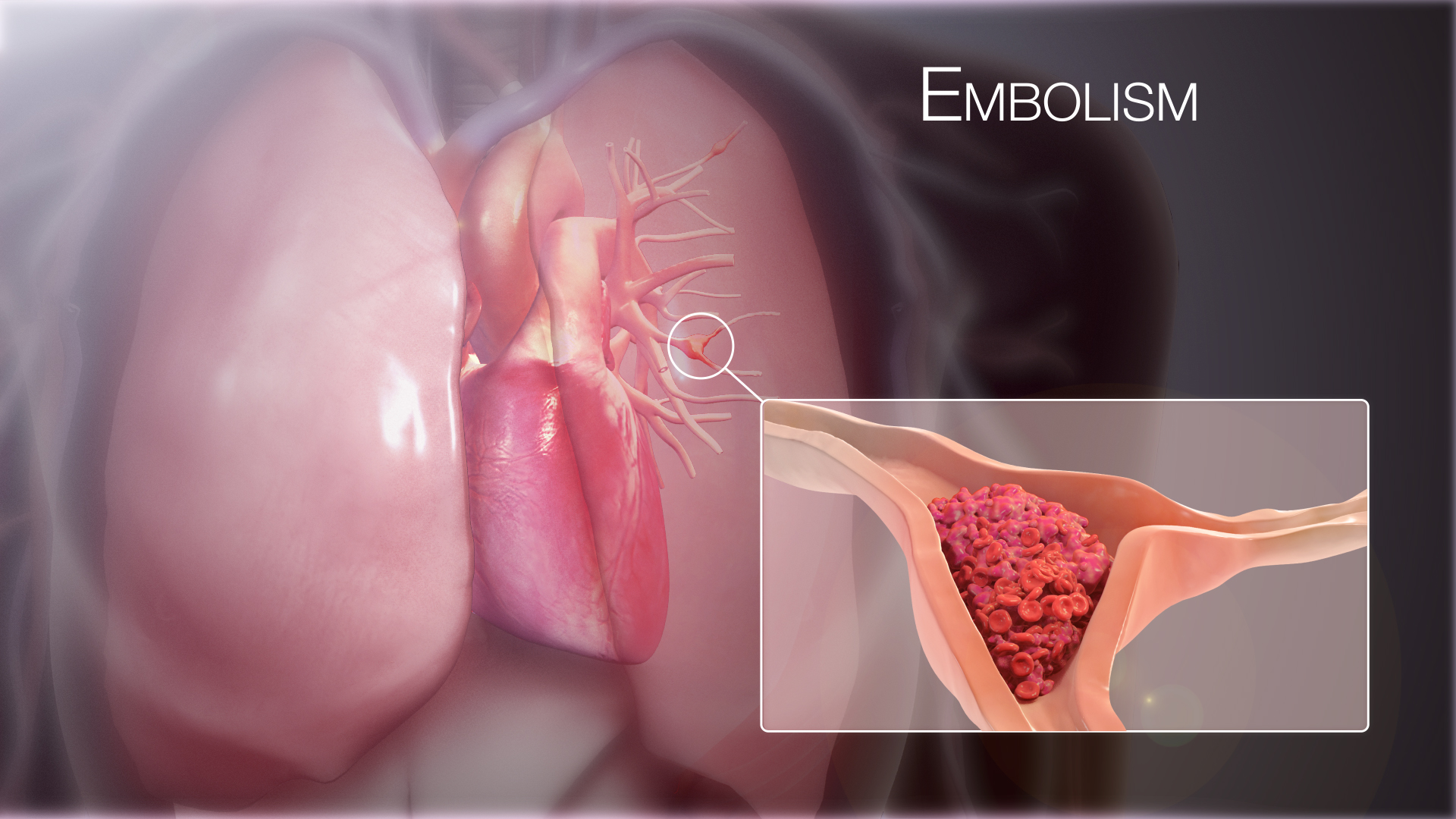
Imagen fija de animación médica en 3D que muestra una embolia pulmonar en pulmones humanos.

En un tromboembolismo, el trombo ―coágulo sanguíneo― creado en un vaso sanguíneo se desprende completa o parcialmente del sitio de implantación inicial. El torrente sanguíneo lo llevará en forma de un émbolo por la circulación a varias partes del cuerpo donde tiene el potencial de bloquear la luz ―o cavidad― del vaso y ocasionar su obstrucción u oclusión. La diferencia entre un trombo y un émbolo es que el trombo está siempre adherido a la pared del vaso sanguíneo, mientras que un émbolo tiene libertad de movimiento dentro del vaso. Esa diferencia es importante para los patólogos en determinar si la causa del coágulo fue por una trombosis o por una masa coagulada post mórtem. Un vaso sanguíneo así bloqueado puede conllevar a diferentes patologías como una estasis o isquemia.

### Embolismo graso
Un tromboembolismo no es la única causa de obstrucción del flujo sanguíneo dentro de un vaso, cualquier tipo de embolismo puede ocasionar el mismo problema. Un embolismo graso, por ejemplo, ocurre cuando gotas de grasa endógena ―proveniente del mismo organismo― escapa a la circulación sanguínea. La entidad más frecuente que causa este trastorno es la fractura de un hueso tubular, como el fémur, produciendo una fuga de tejido graso proveniente de la médula ósea hacia los vasos sanguíneos desgarrados.

### Embolismo aéreo
El embolismo aéreo, por su parte, proviene generalmente de fuentes exógenas, como la ruptura de un alvéolo haciendo que el aire inhalado se fugue a los vasos sanguíneos. Otra causa común es la perforación de la vena subclavia por un accidente o durante una operación, en un lugar donde haya presión negativa. El aire es aspirado a las venas por la gradiente causada con la presión negativa de la expansión torácica durante la fase de inhalación respiratoria. Un embolismo aéreo puede también ocurrir durante la infusión de una terapia intravenosa, al inyectar en la vena burbujas de aire ―una anomalía iatrogénica extremadamente rara―.
El embolismo aéreo es usualmente una preocupación para buceadores en aguas profundas porque los gases sanguíneos ―usualmente nitrógeno y helio― pueden ser disueltos con facilidad durante el descenso oceánico. Sin embargo, cuando el buceador asciende de vuelta a la superficie y a presiones atmosféricas normales, los gases se vuelven insolubles causando la formación de pequeñas burbujas en la sangre. Este es el principio conocido en el síndrome de descompresión, una teoría relacionada con la ley de Henry de la química física.

### Otros embolismos
Otros embolismos son poco frecuentes, como el embolismo séptico, en el cual una porción de tejido purulento es desalojada de su foco original. El embolismo tisular es un tanto equivalente a la metástasis de un cáncer, cuando fragmentos del tejido maligno se infiltra en los vasos sanguíneos. Otra forma de embolismo es un cuerpo extraño exógeno, proveniente de afuera del cuerpo, entra al organismo ―como por ejemplo, talco, una bala, etc.― causando una obstrucción física en algún punto de la circulación sanguínea.
Finalmente, también se puede presentar un embolismo de líquido amniótico, una complicación obstétrica mortal en el 50% de los casos que ocurre en el alumbramiento.

#### Complicaciones
Asumiendo que la circulación sanguínea esté en un estado normal, un émbolo ―sea gaseoso, grasa o celular― o un trombo formado y liberado de una vena sistémica siempre impactará en los pulmones, después de pasar por el lado derecho del corazón. De ese modo se forma un embolismo pulmonar que puede ser una complicación de una trombosis venosa profunda. Contrario a la creencia popular, el sitio más común para la formación de una embolia pulmonar son las venas femorales y no las venas profundas de la pantorrilla. Si bien es cierto que las venas de la pantorrilla son sitios predilectos para la formación de trombos, no son un sitio común de origen de émbolos.
Algunas anormalidades congénitas de la circulación, en especial los defectos septales ―agujeros en el septum cardíaco― permiten que un émbolo de la circulación sistémica venosa cruce al sistema arterial y llegue a parar cualquier parte del cuerpo, llamándose así un embolismo cruzado o paradójico. La más común de estas anormalidades es la persistencia del agujero oval, que ocurre en cerca del 25% de la población adulta. Debido a que la presión en el lado izquierdo del corazón es mayor que el derecho, el defecto en este caso funciona como una válvula, estando normalmente cerrado. En ciertas circunstancias puede ocurrir un embolismo cruzado, desviándose el émbolo al sistema arterial al venoso y potencialmente alojándose en el cerebro, causando un accidente cerebrovascular.
Los émbolos a menudo tienen consecuencias más serias cuando ocurren en áreas del cuerpo que no gozan de un suministro redundante de sangre, como el cerebro, el corazón y los pulmones. La causa más frecuente de un infarto renal es el fenómeno oclusivo de un émbolo, en la mayoría de los casos de origen cardíacos.

### Émbolos cardíacos
Un émbolo que nace en el corazón ―por ejemplo de un trombo de la aurícula izquierda a raíz de una fibrilación auricular o por un émbolo séptico de una endocarditis― puede causar obstrucciones en cualquier parte del cuerpo. Un émbolo que vaya a terminar en el cerebro, sea de origen cardíaco o carotídeo, con gran probabilidad causará un derrame cerebral isquémico.
Los émbolos de origen cardíaco son eventualidades frecuentemente vistas en la práctica clínica. La formación de un trombo en una de las aurículas como consecuencia de un defecto valvular ocurre básicamente en pacientes con trastornos de la válvula mitral, en especial aquellos con estenosis mitral y fibrilación auricular. En la ausencia de una fibrilación auricular, la insuficiencia mitral por sí sola tiene una muy baja incidencia de tromboembolismos. El riesgo absoluto de un émbolo por fibrilación auricular idiopática depende en otros factores de riesgo, tales como la senilidad, hipertensión, diabetes, insuficiencia cardíaca reciente o un previo derrame.
La formación de un trombo puede ocurrir igualmente en uno de los ventrículos y ocurre en aproximadamente 30% de los infartos de miocardio de pared anterior, comparado con solo 5% de infartos inferiores. Otros factores de riesgo incluyen una reducida fracción de eyección (<35%), la extensión del infarto, así como la presencia concomitante de una fibrilación auricular. En los primeros tres meses después de un infarto, las aneurismas del ventrículo izquierdo tienen un riesgo de embolización cercano a un 10%.
Los pacientes con válvulas prostéticas también tienen un riesgo importante de tromboembolismo. El riesgo varía de acuerdo al tipo de válvula implantada ―sea bioprostesis o mecánica―, al lugar implantado ―mitral o aórtica― y en la presencia de otros factores como una fibrilación auricular, disfunción del ventrículo izquierdo, un previo émbolo, etc.

## Tratamientos
El tratamiento para un embolismo depende de varios factores. La causa del embolismo debe ser diagnosticada y tratada con mayor prontitud. Uno de los factores que se toma en consideración es el tipo de embolismo y el tamaño de este. También se toma en consideración el lugar donde el embolismo está localizado. Por lo general, medicamentos son administrados para prevenir la formación y el crecimiento de coágulos sanguíneos y también para mejorar el fluido de sangre a las partes afectadas del cuerpo. Entre algunos de los medicamentos para tratar el embolismo se encuentran los anticoagulantes como Warfarin y Heparin los cuales son utilizados para regular y prevenir la formación de coágulos sanguíneos. Obstrucciones serias requieren tratamiento de emergencia. Entre estos tratamientos se encuentran la angioplastia, la embolectomía, y el bypass arterial. La angioplastia consiste en introducir un catéter de balón en la arteria bloqueada el cual la dilata y facilita su desbloqueamiento. La embolectomía consiste en remover el coágulo de sangre a través de cirugía en la cual se introduce un tubo de catéter en el brazo o muslo y este es guiado hasta llegar a la obstrucción. En el bypass arterial, la arteria tapada es reemplazada con una arteria artificial creada en el laboratorio.

## Prevención
Hay muchos factores los cuales ayudan a reducir el riesgo de desarrollar un embolismo. Entre estos se encuentran llevar una dieta rica en fibras y baja en grasa. También se deben de incluir frutas y vegetales frescos. Limitar la cantidad de sal ingerida que no sobrepase de seis gramos diarios. El sobrepeso también juega un factor importante por lo cual se debe mantener el peso ideal para cada individuo ejercitándose diariamente. El no fumar mantiene los niveles de oxígeno en la sangre y previene de que se acumulen tóxicos que puedan causar una obstrucción.